# Sadeu
Sadeu albo Sadiw (ukr. Садеу albo Садів) – przełęcz w Beskidach Pokucko-Bukowińskich (Karpaty ukraińskie). Położona w rejonie wyżnickim obwodu czerniowieckiego, na południowy wschód od wsi Dolisznyj Szepit, między górnymi biegami rzek Bursuky (jeden z dopływów Seretu i Sadeu (dopływ Suczawy).
Wysokość przełęczy to 1077,3 m n.p.m. Jej zbocza są dość strome, zalesione. Na wschód od przełęczy jest położone pasmo Czymyrna, na zachód – pasmo Dowhyj Hruń.
Niedaleko od przełęczy (na południe) przechodzi granica ukraińsko-rumuńska. W tym rejonie z ukraińskiej strony nie ma żadnej miejscowości. Dlatego przełęczy jest dostępna tylko pieszo i warunkowo przejezdna – korzystają z niej raczej tylko turyści, leśnicy i pogranicznicy.
W latach 1951–1953 przez przełęcz wybudowano kolejkę wąskotorową. Ruch przez samą przełęcz działał na zasadzie szynowo-linowej. Mianowicie wagony ciągnięto na zasadzie przeciwwagi – jeden wagon podjeżdżał jednym zboczem, a z przeciwległego zbocza inny zjeżdżał. W dół jechały wagony załadowane drewnem, a do góry puste. W 1965 wąskokolejkę zamknięto, a do 1970 – rozebrano.